# Toponár
Toponár egykori önálló község, 1970 óta Kaposvár városrésze.

## Fekvése
Kaposvár központjától északkeleti irányban fekszik, a 61-es főút várost elkerülő szakaszán kívül, a Szántódra vezető 6505-ös út mentén. Belterületének déli szélén található a Kaposvári Egyetem kampusza, a központjában ágazik ki a 6505-ös útból kelet felé a 7,5 kilométer hosszú 65 112-es út, amely Orci településre, majd onnan tovább Zimány központjába vezet.
A városrészen (annak keleti részén, dél-északi irányban) a MÁV 35-ös számú Kaposvár–Siófok-vasútvonala húzódik végig, amelynek egy megállója van itt. Toponár megállóhely az előbb említett 65 112-es út vasúti keresztezése közelében, attól északra helyezkedik el.

## Története
A 18. században települt ide a Festetics család, akik kastélyt, templomot, szobrot is emeltek itt.
Vályi András a 18. század végén megjelent művében a mezővárosról az alábbiakat írta: „Elegyes Mezőváros Somogy Várm. földes Ura Gr. Festetics Uraság, lakosai katolikusok, fekszik Orczihoz, és Füredhez nem meszsze, Kaposvárhoz 3/4 órányira; határja 3 nyomásbéli, földgyének egy része dombos, a’ többi róna, őszit és tavaszit középszerűen terem, erdeje elég, malma is van, szőlő nélkül szűkölködik, piatza Kanizsán van.”
Fényes Elek 1851. évi leírása szerint: „Magyar mezőváros, Somogy vármegyében, kies vidéken, 1188 katholikus, 83 ágostai, 8 református, 296 zsidó lakos Katolikus parókiális szentegyház. Synagoga. Határa részint dombos, részint róna és igen termékeny. Erdeje derék; mesteremberei számosak; az uraság birkanyájai, különösen szépek. Földesura Festetics Antal, cs. k. kamarás, s a másodszülötti majorátusi jószágokhoz tartozik. Utolsó posta: Kaposvár.”
Reiszig Ede a 19/20. század fordulóján így írta le a települést. Az ekkori adatok szerint a Kaposvártól északkeletre fekvő település már kisközség, körjegyzőségi székhely. Házainak száma 384, római katolikus lakosa 2667 fő volt. Postával, távíróval és vasúti állomással is rendelkezett. A helység történeti adatai a török hódoltság utáni időből származnak. 1703-ban még puszta és Festetics Pál birtoka volt. 1715-ben már jobbágyfalu s ekkor 11 háztartását írták össze. Az 1720. évi összeírás megjegyzi róla, hogy lakosainak egy része elköltözött. A 19. század első felében a gróf Festetics és a herceg Esterházy családok voltak a földesurai. Az 1900-as évek elején Festetics Kálmánnak és Vilmosnak, valamint herceg Esterházy Miklósnak volt itt nagyobb birtoka. A községbeli kastélyt, melyet gróf Festetics Vilmosné és Tolnai Festetics Antal építtetett a 18. század elején, Festetics Dénes gróf megnagyobbítva átalakíttatta. „Van benne kb. 1500 kötetes könyvtár, sok régi metszet és festmény, értékes, régi, berakott bútor és a parkban egy vert vas kapu, mely a szigetvári várból került ide.” Az uradalom 1784. március 6-án és 1792. augusztus 2-án országos vásárok tartására nyert szabadalmat. A katolikus templom 1818-ban épült. A községbeli apácakolostort (Isteni Szeretet Leányai), mely óvodával van egybekötve, 1875-ben gróf Festetics Dénesné alapította és annak alapítványi letétje tartja fenn. 1840 június 23-án az egész falu leégett, 1855-ben pedig a kolera követelt sok áldozatot. A lakosok önsegélyző és fogyasztási szövetkezetet és gazdakört tartanak fenn.
Ekkor a községhez tartozott: 
- Fészerlak-puszta, mely az 1733–57. években Festetics Kristófé volt. Szomszédságában feküdt Apáti, mely már az 1332–37. évi pápai tizedjegyzékben is előfordult, az 1536. évi összeírásban pedig 8 portával volt felvéve.
- Zarany-puszta a középkorban jelentékeny falu volt, mely már az 1332–37. évi tizedjegyzékben is előfordul. 1408-ban Szerdahelyi Korom János birtoka. 1536-ban Dersfi Miklós volt a földesura. Az 1726–1757. években már puszta és a Festetics családé.
- Belső-major (azelőtt Új-major) és Kisiván-major. E puszták 1900 körül a Festetics uradalomhoz tartoztak.
- Répáspuszta herceg Esterházy Miklós birtoka volt.

A település Kaposvárral összeépült, 1970 óta Kaposvár városrésze.

## Szent Flórián tér
Toponár egyik meghatározó központja a Flórián tér, amely fontos szerepet játszik a helyi közösség életében. A tér nevét Szent Flóriánról, a tűzoltók védőszentjéről kapta, ezzel tisztelegve a tűzoltók áldozatos munkája előtt, akiket számos településen hasonló módon ünnepelnek. A tér elhelyezkedése Toponár központjában van, így könnyen megközelíthető, és a környék lakói számára egyfajta találkozási pontot jelent. A tér közepét Szent Flórián szobra ékesíti.  
A Flórián tér nemcsak a mindennapok része, hanem gyakran ad otthont különféle helyi rendezvényeknek, ünnepeknek és falunapoknak is. Ezek az események erősítik a közösségi összetartást és lehetőséget teremtenek arra, hogy a helyiek együtt ünnepeljenek és élvezzék a közösségi programokat. A tér környéke jól kiépített infrastruktúrával rendelkezik, boltok, közintézmények és szolgáltatások is elérhetők, amelyek kényelmessé teszik az ott élők mindennapi életét.

## Deseda látogatása
A Deseda-tó Magyarország egyik legnagyobb mesterséges tava, amely Kaposvár közelében található, Somogy megyében. A tó fő célja eredetileg az árvízvédelem és az öntözés volt, de mára népszerű turisztikai és rekreációs célponttá vált.

### Főbb jellemzők röviden:
- Tó hossza: A Deseda hossza megközelítőleg 8 km, ami az ország leghosszabb mesterséges tavává teszi.
- Felülete: Körülbelül 2,4 négyzetkilométer, mélysége átlagosan 3-4 méter.
- Környezet: A tó körül különböző természeti szépségek találhatók, beleértve erdős részeket és szántóföldeket, melyek számos kirándulási és túrázási lehetőséget kínálnak.
- Szabadidős tevékenységek: A Deseda-tó kiválóan alkalmas horgászatra, kajakozásra, vitorlázásra és egyéb vízi sportokra. Emellett a tó körül kerékpárutak és gyalogösvények is rendelkezésre állnak.
- Ökológiai jelentőség: A tó és környezete fontos természetvédelmi terület, gazdag növény- és állatvilággal. Számos madárfajnak nyújt fészkelőhelyet, ami vonzóvá teszi a természetjárók és madármegfigyelők számára.
- Deseda Arborétum: A tó északi részén található a Deseda Arborétum, amely változatos növényeknek ad otthont, és ideális hely a nyugodt sétákhoz és a természet közelségének élvezetéhez.

A Deseda-tó ideális célpont a természetkedvelők, a sportolni vágyók és a családok számára, akik egy kellemes napot szeretnének eltölteni a szabadban. A tó körüli infrastruktúra fejlett, így számos vendéglátóhely és pihenőhely is rendelkezésre áll a látogatók számára.
Népszerű panziók/vendégházak a közelében: 
- Daru Vendégház
- Desiparti Apartman
- Deseda Panzió és Kemping
- 4 Fenyős Panzió

### Látványosságok és programok:
- Deseda Vízitúra Központ: A tó nyugati partján található, ahol különböző vízi túrák szervezésére van lehetőség.
- Deseda-kilátó: A tó partján épült kilátótorony csodálatos panorámát nyújt a környező tájra és magára a tóra

## Nevezetességei
- Egykori barokk Festetics-kastély, 6 hektáros parkkal, ma általános iskola. Helyi védettséget élvez, kapuja egykor a szigetvári várhoz tartozott.
- Szentháromság-templom, értékes freskóit idősebb Dorfmeister István készítette. Műemlék, országos védettség alatt áll. Építtette a Festetics család barokk stílusban (1779-1781).
- Kaposvári Egyetem
- Festetics Karolina Művészeti Bázisóvoda, Somogy vármegye egyik első óvodájaként alapították 1875-ben[5]
- Nepomuki Szent János szobra
- Szent Flórián szobra
- 4 Fenyős Panzió
- Az első kaposvári vízmű épülete, műemlék
- Toponár nyugati részénél található a Deseda-tó, amelyet a Deseda-patak felduzzasztásával hoztak létre a 70-es években. Nyáron népszerű fürdőhely, kempingjét külföldiek is látogatják (a kemping jelenleg zárva, fejlesztése és újranyitása tervezett). A tó Toponárhoz közeli partrészén épült fel 2014-ben a Fekete István Látogatóközpont nevű ökoturisztikai létesítmény.[6]
- 14 stációból álló keresztút és kápolna[7]
- Medveszobor (2010-ben avatták fel)[8]
- A templom és a kastély közötti útszakaszon, az út két oldalán egy közel 100 fából álló, védett vadgesztenyesor áll, amelyet még az 1900-as évek elején Festetics Vilmos földesúr telepíttetett.[9]
- MAVIR 400/120 kV transzformátorállomás

## Tömegközlekedés
A városrészt az alábbi helyi járatú buszok érintik:
| Járatszám | Útvonal                                                                         | Megjegyzés                                                |
| --------- | ------------------------------------------------------------------------------- | --------------------------------------------------------- |
| 81        | Helyi autóbusz-állomás - Hősök temploma - Mező u. csp. - Toponár, forduló       | Toponár északi végéig közlekedik.                         |
| 89        | Helyi autóbusz-állomás - Hősök temploma - Villamossági Gyár - Kaposvári Egyetem | Csak az Egyetemig közlekedik!                             |
| 82        | Helyi autóbusz-állomás - Hősök temploma - Mező u. csp. - Toponár, Szabó P. u.   | Az Orci úton felkanyarodik, Toponár keleti részét érinti. |
| 84        | Helyi autóbusz-állomás – Toponár, forduló - Répáspuszta forduló                 | Répáspusztáig közlekedik                                  |
| 23        | Laktanya - Füredi u. csp. - Kisgát - Villamossági Gyár - Kaposvári Egyetem      | Csak az Egyetemig közlekedik!                             |